# 塔南日
塔南日（法語：Taninges，法語發音：[tanɛ̃ʒ]）是法国上萨瓦省的一个市镇，位于该省中东部偏北，属于博讷维尔区。

## 地理
塔南日（46°6'27"N, 6°35'29"E）面积42.66 平方千米，位于法国奥弗涅-罗讷-阿尔卑斯大区上萨瓦省，该省份为法国东部省份，历史上为薩伏依的一部分，北与瑞士接壤，西接安省，南至萨瓦省，东与瑞士和意大利接壤。
与塔南日接壤的市镇（或旧市镇、城区）包括：沙蒂永叙克吕斯、拉科特达尔布罗、莱热、米约西。
塔南日的时区为UTC+01:00、UTC+02:00（夏令时）。

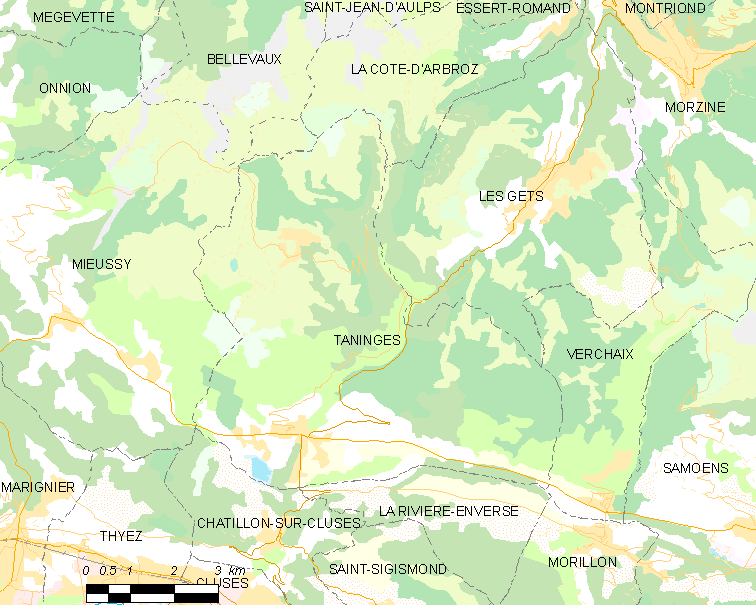
塔南日的OSM定位图

## 行政
塔南日的邮政编码为74440，INSEE市镇编码为74276。

## 政治
塔南日所属的省级选区为克吕斯县。

## 交通
上萨瓦省省道D307线、D902线和D907线经过塔南日境内，有客运巴士前往克吕斯。

## 人口

1962-2008年间塔南日人口变化图示

塔南日于2022年1月1日时的人口数量为3501人。